# Търговия на едро, без търговията с автомобили и мотоциклети
Търговията на едро, без търговия с автомобили и мотоциклети е отрасъл на икономиката в Статистическата класификация на икономическите дейности за Европейската общност, подразделение на търговията и ремонта на автомобили и мотоциклети.
Той включва основната част от търговията на едро – препродажбата на потребителски стоки или суровини на други предприятия, включително значителна част от международната търговия.